# Simone Bolelli
Simone Bolelli (Bolonya, 8 d'octubre de 1985) és un tennista professional italià.
En el seu palmarès destaca el títol de Grand Slam de l'Open d'Austràlia de 2015 en la categoria de dobles masculines, juntament amb el seu company Fabio Fognini. Amb aquest títol van esdevenir la primera parella italiana en guanyar un títol de Grand Slam des de l'Era Open. Ha guanyat un total de cinc títols de dobles que li van permetre arribar a la vuitena posició del rànquing de dobles.

## Biografia
Fill de Daniele i Stefania, té una germana més gran anomenada Simona. El 5 d'agost de 2009 es va casar amb Ximena Fleitas.
Fou condecorat amb el Collare d'oro al Merito Sportivo l'any 2015 junt a Fognini i Flavia Pennetta, Sara Errani.

## Torneigs de Grand Slam

### Dobles masculins: 4 (1−3)
| Resultat  | Núm. | Any  | Torneig              | Parella          | Oponents                            | Marcador             |
| --------- | ---- | ---- | -------------------- | ---------------- | ----------------------------------- | -------------------- |
| Guanyador | 1.   | 2015 | Open d'Austràlia     | Fabio Fognini    | Pierre-Hugues Herbert Nicolas Mahut | 6−4, 6−4             |
| Finalista | 1.   | 2024 | Open d'Austràlia     | Andrea Vavassori | Rohan Bopanna Matthew Ebden         | 6−7(0), 5−7          |
| Finalista | 2.   | 2024 | Roland Garros        | Andrea Vavassori | Marcelo Arévalo Mate Pavić          | 5−7, 3−6             |
| Finalista | 3.   | 2025 | Open d'Austràlia (2) | Andrea Vavassori | Harri Heliövaara Henry Patten       | 7−6(16), 6−7(5), 3−6 |

## Palmarès

### Individual: 1 (0−1)
| Llegenda (pre/post 2009)                                 |
| -------------------------------------------------------- |
| Grand Slams (0−0)                                        |
| Tennis Masters Cup / ATP Finals (0−0)                    |
| ATP Masters Series / ATP World Tour Masters 1000 (0−0)   |
| ATP International Series Gold / ATP World Tour 500 (0−0) |
| ATP International Series / ATP World Tour 250 (0−1)      |

| Títols per superfície |
| --------------------- |
| Dura (0−0)            |
| Gespa (0−0)           |
| Terra batuda (0−1)    |

| Resultat  | Núm. | Data              | Torneig         | Superfície   | Oponent           | Marcador            |
| --------- | ---- | ----------------- | --------------- | ------------ | ----------------- | ------------------- |
| Finalista | 1.   | 4 de maig de 2008 | Múnic, Alemanya | Terra batuda | Fernando González | 6−7(4), 7−6(4), 3−6 |

### Dobles masculins: 36 (18−18)
| Llegenda                          |
| --------------------------------- |
| Grand Slams (1−3)                 |
| ATP Finals (0−0)                  |
| ATP World Tour Masters 1000 (0−3) |
| ATP World Tour 500 (7−3)          |
| ATP World Tour 250 (10−9)         |

| Títols per superfície |
| --------------------- |
| Dura (6−8)            |
| Gespa (2−2)           |
| Terra batuda (10−8)   |

| Resultat  | Núm. | Data                   | Torneig                     | Superfície   | Parella           | Oponents                           | Marcador             |
| --------- | ---- | ---------------------- | --------------------------- | ------------ | ----------------- | ---------------------------------- | -------------------- |
| Guanyador | 1.   | 1 de maig de 2011      | Múnic, Alemanya             | Terra batuda | Horacio Zeballos  | Andreas Beck Christopher Kas       | 7–6(3), 6–4          |
| Guanyador | 2.   | 27 de juliol de 2011   | Umag, Croàcia               | Terra batuda | Fabio Fognini     | Marin Čilić Lovro Zovko            | 6–3, 5–7, [10–7]     |
| Finalista | 1.   | 21 d'octubre de 2012   | Moscou, Rússia              | Terra batuda | Daniele Bracciali | František Čermák Michal Mertiňák   | 5–7, 3–6             |
| Guanyador | 3.   | 24 de febrer de 2013   | Buenos Aires, Argentina     | Terra batuda | Fabio Fognini     | Nicholas Monroe Simon Stadler      | 6–3, 6–2             |
| Finalista | 2.   | 2 de març de 2013      | Acapulco, Mèxic             | Terra batuda | Fabio Fognini     | Łukasz Kubot David Marrero         | 5–7, 2–6             |
| Guanyador | 4.   | 1 de febrer de 2015    | Open d'Austràlia, Austràlia | Dura         | Fabio Fognini     | P-H. Herbert Nicolas Mahut         | 6–4, 6–4             |
| Finalista | 3.   | 22 de març de 2015     | Indian Wells, Estats Units  | Dura         | Fabio Fognini     | Vasek Pospisil Jack Sock           | 4–6, 7–6(3), [7–10]  |
| Finalista | 4.   | 19 d'abril de 2015     | Montecarlo, Mònaco          | Dura         | Fabio Fognini     | Bob Bryan Mike Bryan               | 6–7(3), 1–6          |
| Finalista | 5.   | 18 d'octubre de 2015   | Xangai, Xina                | Dura         | Fabio Fognini     | Raven Klaasen Marcelo Melo         | 3–6, 3–6             |
| Guanyador | 5.   | 27 de febrer de 2016   | Dubai, Emirats Àrabs        | Dura         | Andreas Seppi     | Feliciano López Marc López         | 6–2, 3–6, [14–12]    |
| Finalista | 6.   | 22 de juliol de 2018   | Bastad, Suècia              | Terra batuda | Fabio Fognini     | Julio Peralta Horacio Zeballos     | 3−6, 4−6             |
| Finalista | 7.   | 22 de setembre de 2019 | Sant Petersburg, Rússia     | Dura (i)     | Matteo Berrettini | Divij Sharan Igor Zelenay          | 3−6, 6−3, [8−10]     |
| Finalista | 8.   | 19 d'octubre de 2019   | Moscou (2)                  | Dura         | Andrés Molteni    | Marcelo Demoliner Matwé Middelkoop | 1−6, 2−6             |
| Guanyador | 6.   | 14 de març de 2021     | Santiago, Xile              | Terra batuda | Máximo González   | Federico Delbonis Jaume Munar      | 7–6(4), 6–4          |
| Finalista | 9.   | 10 d'abril de 2021     | Càller, Itàlia              | Terra batuda | Andrés Molteni    | Lorenzo Sonego Andrea Vavassori    | 3−6, 4−6             |
| Finalista | 10.  | 22 de maig de 2021     | Ginebra, Suïssa             | Terra batuda | Máximo González   | John Peers Michael Venus           | 2−6, 5−7             |
| Guanyador | 7.   | 29 de maig de 2021     | Parma, Itàlia               | Terra batuda | Máximo González   | Oliver Marach A-u-H. Qureshi       | 6–3, 6–3             |
| Guanyador | 8.   | 26 de juny de 2021     | Mallorca, Espanya           | Gespa        | Máximo González   | Novak Đoković C. Gómez Herrera     | Renúncia             |
| Finalista | 11.  | 15 de gener de 2022    | Sydney, Austràlia           | Dura         | Fabio Fognini     | John Peers Filip Polášek           | 5−7, 5−7             |
| Guanyador | 9.   | 20 de febrer de 2022   | Rio de Janeiro, Brasil      | Terra batuda | Fabio Fognini     | Jamie Murray Bruno Soares          | 7−5, 6−7(2), [10−6]  |
| Finalista | 12.  | 17 de juliol de 2022   | Bastad (2)                  | Terra batuda | Fabio Fognini     | Rafael Matos D. Vega Hernández     | 4−6, 6−3, [11−13]    |
| Guanyador | 10.  | 31 de juliol de 2022   | Umag (2)                    | Terra batuda | Fabio Fognini     | Lloyd Glasspool Harri Heliövaara   | 5−7, 7−6(6), [10−7]  |
| Guanyador | 11.  | 19 de febrer de 2023   | Buenos Aires (2)            | Terra batuda | Fabio Fognini     | Nicolás Barrientos Ariel Behar     | 6−2, 6−4             |
| Finalista | 13.  | 25 de juny de 2023     | Halle, Alemanya             | Gespa        | Andrea Vavassori  | Marcelo Melo John Peers            | 6−7(3), 6−3, [6−10]  |
| Finalista | 14.  | 30 de juliol de 2023   | Umag                        | Terra batuda | Andrea Vavassori  | Blaž Rola Nino Serdarušić          | 6−4, 6−7(2), [13−15] |
| Finalista | 15.  | 26 de gener de 2024    | Open d'Austràlia, Austràlia | Dura         | Andrea Vavassori  | Rohan Bopanna Matthew Ebden        | 6−7(0), 5−7          |
| Guanyador | 12.  | 18 de febrer de 2024   | Buenos Aires (3)            | Terra batuda | Andrea Vavassori  | Marcel Granollers Horacio Zeballos | 6−2, 7−6(6)          |
| Finalista | 16.  | 8 de juny de 2024      | Roland Garros, França       | Terra batuda | Andrea Vavassori  | Marcelo Arévalo Mate Pavić         | 5−7, 3−6             |
| Guanyador | 13.  | 23 de juny de 2024     | Halle                       | Gespa        | Andrea Vavassori  | Kevin Krawietz Tim Pütz            | 7−6(3), 7−6(5)       |
| Guanyador | 14.  | 2 d'octubre de 2024    | Pequín, Xina                | Dura         | Andrea Vavassori  | Harri Heliövaara Henry Patten      | 4−6, 6−3, [10−5]     |
| Guanyador | 15.  | 11 de gener de 2025    | Adelaida, Austràlia         | Dura         | Andrea Vavassori  | Kevin Krawietz Tim Pütz            | 4−6, 7−6(4), [11−9]  |
| Finalista | 17.  | 25 de gener de 2025    | Open d'Austràlia (2)        | Dura         | Andrea Vavassori  | Harri Heliövaara Henry Patten      | 7−6(16), 6−7(5), 3−6 |
| Guanyador | 16.  | 9 de febrer de 2025    | Rotterdam, Països Baixos    | Dura (i)     | Andrea Vavassori  | Sander Gillé Jan Zieliński         | 6−2, 4−6, [10−6]     |
| Guanyador | 17.  | 24 de juliol de 2025   | Hamburg, Alemanya           | Terra batuda | Andrea Vavassori  | Andrés Molteni Fernando Romboli    | 6−4, 6−0             |
| Finalista | 18.  | 22 de juny de 2025     | Halle (2)                   | Gespa        | Andrea Vavassori  | Kevin Krawietz Tim Pütz            | 3−6, 6−7(4)          |
| Guanyador | 18.  | 26 de juliol de 2025   | Washington DC, Estats Units | Dura         | Andrea Vavassori  | Hugo Nys É. Roger-Vasselin         | 6−3, 6−4             |

### Equips: 2 (1−1)
| Resultat  | Núm. | Data                   | Torneig                       | Superfície | Equip                                                       | Oponents                                                                | Marcador |
| --------- | ---- | ---------------------- | ----------------------------- | ---------- | ----------------------------------------------------------- | ----------------------------------------------------------------------- | -------- |
| Finalista | 1.   | 7 de febrer de 2021    | ATP Cup, Melbourne, Austràlia | Dura       | Matteo Berrettini Fabio Fognini Andrea Vavassori            | Ievgueni Donskoi Aslan Karatsev Daniïl Medvédev Andrei Rubliov          | 0−2      |
| Guanyador | 1.   | 26 de novembre de 2023 | Copa Davis, Màlaga, Espanya   | Dura (i)   | Matteo Arnaldi Lorenzo Musetti Jannik Sinner Lorenzo Sonego | Matthew Ebden Alex de Minaur Alexei Popyrin Max Purcell Jordan Thompson | 2−0      |

## Trajectòria

### Individual
| Torneig | 2005        | 2006        | 2007        | 2008  | 2009        | 2010        | 2011        | 2012 | 2013        | 2014        | 2015        | 2016 | 2017        | 2018        | 2019        | Títols    | V − D     |
| --- | ----------- | ----------- | ----------- | ----- | ----------- | ----------- | ----------- | ---- | ----------- | ----------- | ----------- | ---- | ----------- | ----------- | ----------- | --------- | --------- |
| Open d'Austràlia | A           | Q2          | Q2          | 2R    | 2R          | 1R          | Q2          | Q3   | 1R          | A           | 2R          | 2R   | A           | A           | Q1          | 0 / 6     | 4 – 6     |
| Roland Garros | A           | Q2          | 2R          | 3R    | 2R          | 1R          | 2R          | 1R   | 1R          | 2R          | 3R          | 1R   | 2R          | 1R          | 1R          | 0 / 13    | 9 – 13    |
| Wimbledon | A           | Q3          | 2R          | 3R    | 2R          | A           | 3R          | 1R   | 1R          | 3R          | 1R          | A    | 2R          | 2R          | Q1          | 0 / 10    | 10 – 9    |
| US Open | Q2          | Q1          | 2R          | 1R    | 1R          | Q1          | A           | A    | A           | 2R          | 1R          | A    | Q3          | Q2          | A           | 0 / 15    | 2 – 5     |
| Jocs Olímpics | No celebrat | No celebrat | No celebrat | 1R    | No celebrat | No celebrat | No celebrat | A    | No celebrat | No celebrat | No celebrat | A    | No celebrat | No celebrat | No celebrat | 0 / 1     | 0 – 1     |
| Total Victòries−Derrotes                                                                                                   | 0−0         | 0−4         | 9−15        | 29−30 | 15−23       | 7−12        | 5−9         | 8−11 | 6−8         | 6−9         | 28−26       | 2−7  | 2−4         | 5−4         | 1−3         | 123 – 165 | 123 – 165 |
| Rànquing a final d'any | 247         | 95          | 88          | 54    | 55          | 48          | 45          | 16   | 20          | 21          | 49          | 27   | 13          | 12          |             |           |           |
| Llegenda: G: Guanyador; F: Finalista; SF: Semifinalista; QF: Quarts de final; Q: Qualificació; A: Absent; RR: Round Robin; |             |             |             |       |             |             |             |      |             |             |             |      |             |             |             |           |           |

### Dobles masculins
| Open d'Austràlia | A           | A           | A           | 1R     | QF          | 3R          | A           | 2R     | SF          | 2R          | G           | 2R     | A           | A           | 1R          | 3R          | 3R     | QF     | 1R     | F      | 1 / 14    | 30 – 13   |
| Roland Garros | A           | A           | 1R          | 1R     | 2R          | A           | A           | 1R     | A           | 2R          | SF          | A      | 1R          | 1R          | A           | 2R          | 3R     | A      | 2R     |        | 0 / 11    | 10 – 11   |
| Wimbledon | A           | A           | 1R          | 1R     | 1R          | A           | A           | A      | A           | 2R          | 1R          | A      | A           | A           | A           | NC          | SF     | A      | 2R     |        | 0 / 7     | 6 – 7     |
| US Open | A           | A           | 1R          | 1R     | 3R          | A           | SF          | A      | A           | 1R          | 1R          | A      | 3R          | 2R          | A           | 2R          | 2R     | 3R     | 1R     |        | 0 / 12    | 13 – 11   |
| Jocs Olímpics | No celebrat | No celebrat | No celebrat | 1R     | No celebrat | No celebrat | No celebrat | A      | No celebrat | No celebrat | No celebrat | A      | No celebrat | No celebrat | No celebrat | No celebrat | A      | NC     | NC     |        | 0 / 1     | 0 – 1     |
| ATP Finals | Absent      | Absent      | Absent      | Absent | Absent      | Absent      | Absent      | Absent | Absent      | Absent      | RR          | Absent | Absent      | Absent      | Absent      | Absent      | Absent | Absent | Absent | Absent | 0 / 1     | 1 – 2     |
| Total Victòries−Derrotes                                                                                                   | 1−1         | 2−4         | 1−8         | 11−18  | 13−15       | 7−7         | 22−6        | 4−11   | 14−2        | 6−8         | 29−19       | 7−4    | 8−8         | 9−7         | 13−12       | 10−10       | 31−18  |        |        |        | 195 – 161 | 195 – 161 |
| Rànquing a final d'any | 593         | 171         | 425         | 113    | 68          | 167         | 39          | 274    | 55          | 143         | 13          | 123    | 171         | 97          | 80          | 68          | 25     |        |        |        |           |           |
| Llegenda: G: Guanyador; F: Finalista; SF: Semifinalista; QF: Quarts de final; Q: Qualificació; A: Absent; RR: Round Robin; |             |             |             |        |             |             |             |        |             |             |             |        |             |             |             |             |        |        |        |        |           |           |

## Guardons
- Collare d'oro al Merito Sportivo (2015)